# Sonet 112 (William Szekspir)

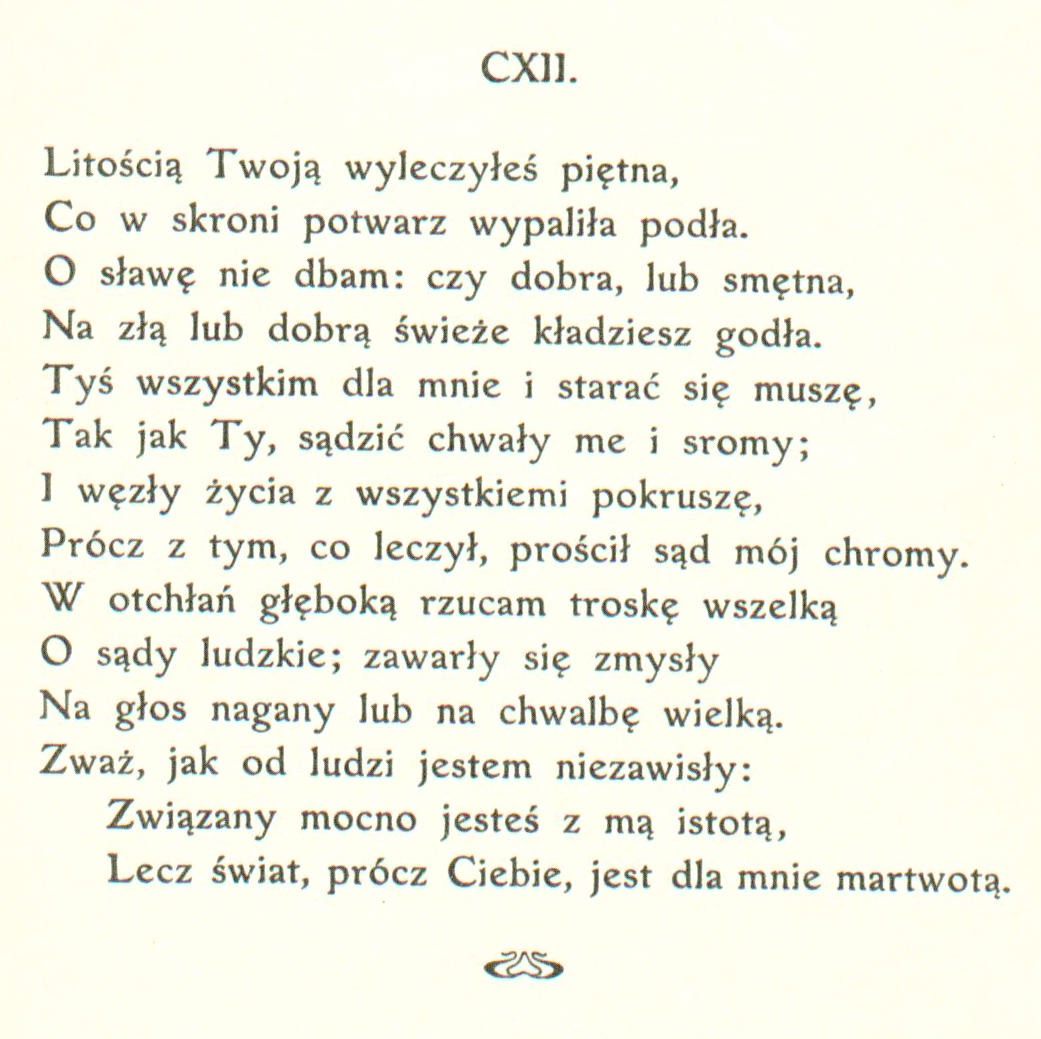
Pierwszy przekład sonetu 112 na język polski z 1913 przez ks. Marię Sułkowską.

Your love and pity doth the impression fill,

Which vulgar scandal stamp'd upon my brow;

For what care I who calls me well or ill,

So you o'er-green my bad, my good allow?

You are my all-the-world, and I must strive

To know my shames and praises from your tongue;

None else to me, nor I to none alive,

That my steel'd sense or changes right or wrong.

In so profound abysm I throw all care

Of others' voices, that my adder's sense

To critic and to flatterer stopped are.

Mark how with my neglect I do dispense:

You are so strongly in my purpose bred,

That all the world besides methinks are dead.

Miłość i litość twa usunie piętna,

Dzięki tłumowi zrosłe z moją skronią,

Czym zły, czym dobry, rzecz to obojętna,

One mą cnotę i mój grzech obronią.

Tyś dla mnie wszystkiem i li twoje zdanie

Ma być wyrocznią, źle czy dobrze czynię;

Jam dla nikogo i nikt dla mnie, panie,

Twardo stać będę przy tobie jedynie.

W głębokim dole wszelki wzgląd pogrzebię

Na głosy innych; moje ucho żmije

Ani dla przygan ni pochlebstw, zaś w ciebie

Niech się z mem słowem taka prawda wpije;

Myśli o tobie tak wszystko wyparły

Ze mnie, że świat mi cały jest jak zmarły.

Sonet 112 (incipit YOur loue and pittie doth th'impreſſion fill, ) – jeden z cyklu 154 sonetów autorstwa Williama Szekspira. Po raz pierwszy został opublikowany w 1609 roku.
Sonet 112, będący kontynuacją sonetu 111, jest jednoznaczną deklaracją bezgranicznej miłości. 

## Treść
W sonecie tym podmiot liryczny, przez niektórych badaczy utożsamiany z autorem, w sposób ocierający się o bałwochwalstwo, przyznaje, że utracił wszelki krytycyzm zarówno w stosunku do siebie, jak i ukochanego. W sonecie poeta rozważa różnice i  podobieństwa pomiędzy prawdą, spostrzeganiem i tym w co wierzymy. W pierwszych dwóch czterowierszach starannie określa różnicę pomiędzy Młodzieńcem a dowolnymi innymi osobami, co ostatecznie prowadzi do przeprosin w trzech ostatnich wersach. 
Pierwszy wers jest bezpośrednią kontynuacją ostatniego dwuwersu poprzedniego sonetu. Użyte w wersie czwartym słowo o'er-green (ang. overgreen, co oznacza ponowne położenie darni, zasianie, lub też zarośnięcie przez sąsiadujące rośliny kawałka ziemi pozbawionego roślinności) zostało stworzone przez Szekspira.

## Polskie przekłady
| 1913 |  | Litością Twoją wyleczyłeś piętna,            |  | Maria Sułkowska     | [ 11 ] |
| 1922 |  | Miłość i litość twa usunie piętna,           |  | Jan Kasprowicz      | [ 4 ]  |
| 1948 |  | Twa miłość wraz z litością mym czole zatrze, |  | Władysław Tarnawski | [ 12 ] |
| 1968 |  | Miłość twoja i litość ścierają mi z czoła    |  | Marian Hemar        | [ 13 ] |
| 1979 |  | Miłość i litość twa niech zetrą piętno       |  | Maciej Słomczyński  | [ 14 ] |
| 2009 |  | Twa miłość i współczucie ślad ukryć gotowa   |  | Marek Meissner      | [ 15 ] |
| 2011 |  | Twoja miłość i litość zabliźni to piętno     |  | Stanisław Barańczak | [ 8 ]  |
| 2015 |  | Litością serca szpetne piętno zmywasz        |  | Ryszard Długołęcki  | [ 16 ] |